# گردشگری در هند

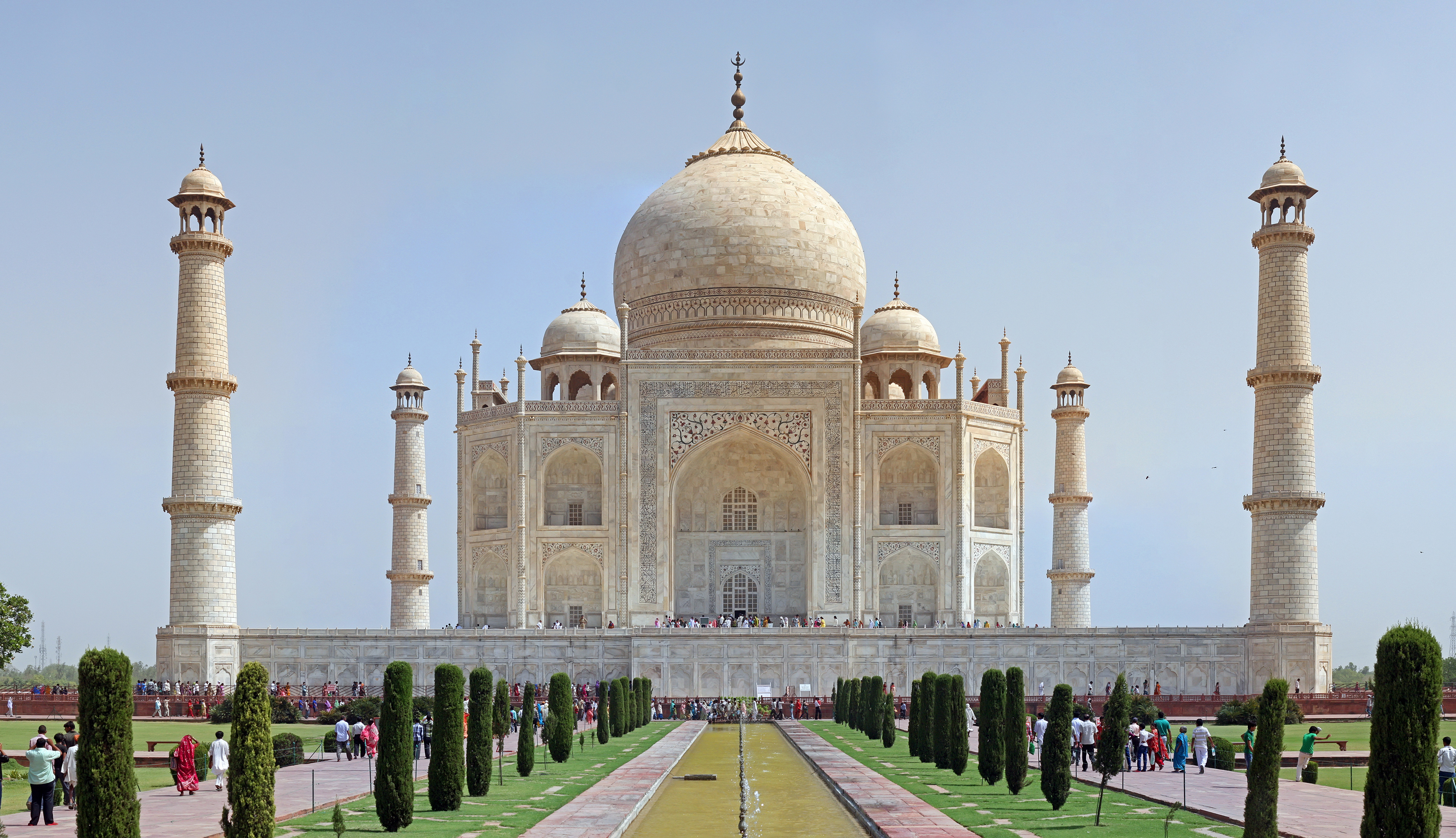
تاج محل در آگرا، یکی از عجایب هفتگانه جدید، یک مکان توریستی محبوب و یک سایت میراث جهانی یونسکو است

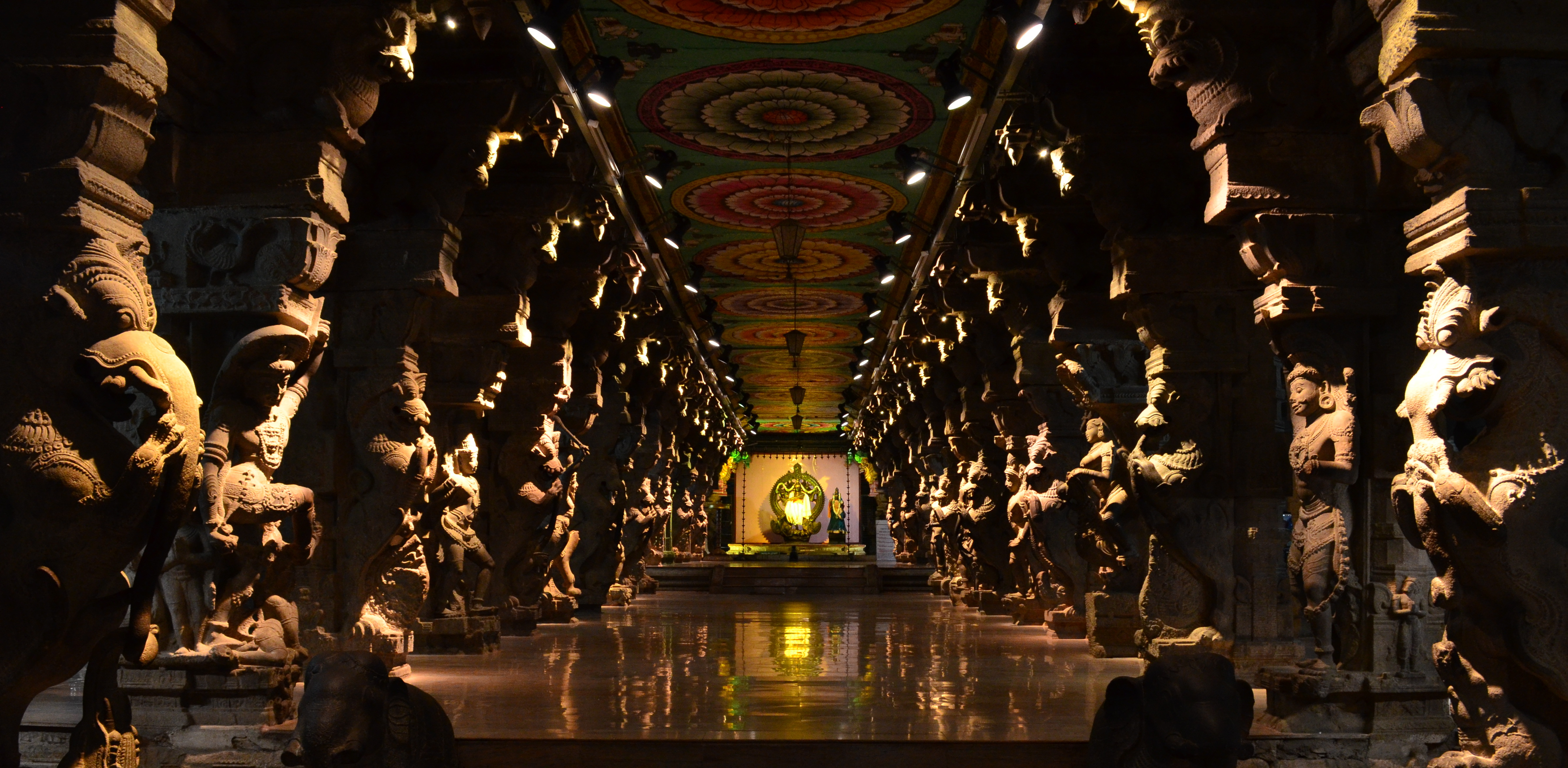
تالار هزار ستون در معبد میناکشی در مادورایی

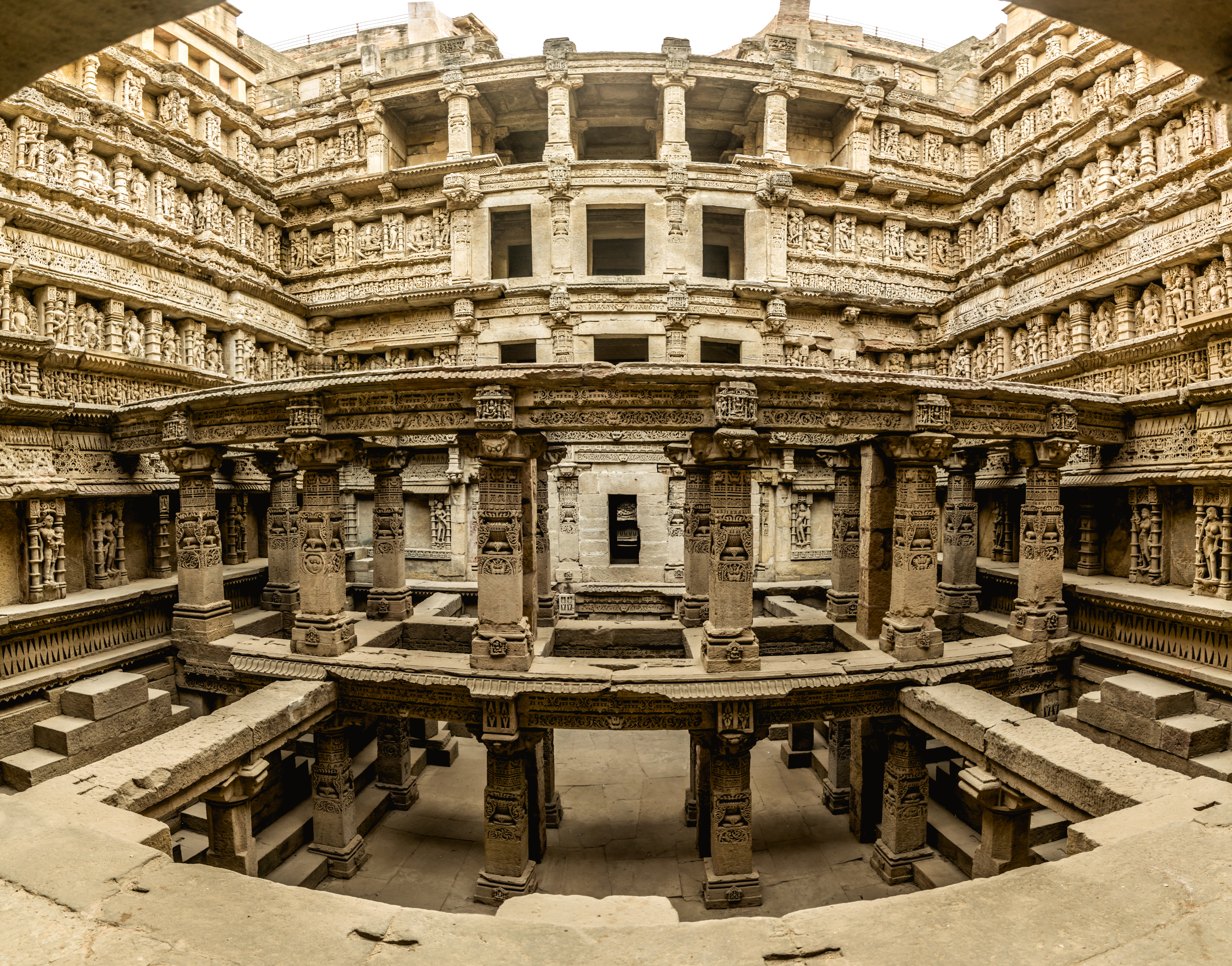
Rani ki vav، پله ای در گجرات، میراث جهانی یونسکو است

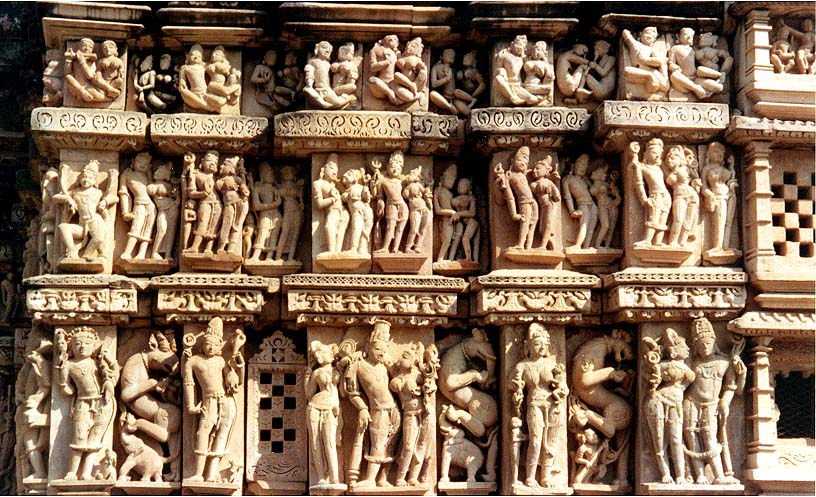
معبد پارسوانتا در خواجووراهو، مادیا پرادش با مجسمه‌های چشمگیر، یک میراث جهانی یونسکو است

گردشگری در هند برای اقتصاد این کشور مهم است و به سرعت در حال رشد است. شورای جهانگردی و گردشگری محاسبه کرده ۹٫۲٪ از تولید ناخالص داخلی هند در سال ۲۰۱۸ بوده‌است که ۴۲٫۶۷۳ میلیون شغل، ۸٫۱٪ از کل اشتغال کشور است. پیش‌بینی می‌شود این بخش با نرخ سالانه ۶٫۹٪ تا سال ۲۰۲۸ (۹٫۹٪ از تولید ناخالص داخلی) برسد. در اکتبر سال ۲۰۱۵، بخش گردشگری پزشکی هند ۳ میلیارددلار آمریکا تخمین زده شد پیش‌بینی می‌شود که تا سال ۲۰۲۰ به ۷ تا ۸ میلیارد دلار برسد. در سال ۲۰۱۴، ۱۸۴٬۲۹۸ بیمار خارجی برای معالجه پزشکی به هند سفر کردند. فرودگاه بین‌المللی حیدرآباد تنها فرودگاه هند است که در بین ده فرودگاه برتر جهان قرار دارد.
بیش از ۱۰ میلیون گردشگر خارجی در سال ۲۰۱۷ در مقایسه با سال ۲۰۱۶ که ۸٫۸۹ میلیون نفر بوده‌است به هند وارد شدند که رشدی ۱۵٫۶٪ را نشان می‌دهد. تعداد بازدیدهای توریستی داخلی از همه ایالت‌ها و مناطق اتحادیه ای به تعداد ۱٫۰۳۶٫۳۵ میلیون در سال ۲۰۱۲ بوده‌است، که افزایش ۱۶٫۵٪ نسبت به سال ۲۰۱۱ دارد. در سال ۲۰۱۴، تامیل نادو، مهاراشترا و اوتار پرادش محبوب‌ترین ایالت برای گردشگران بودند. دهلی، بمبئی، چنای، آگره و جایپور پنج شهر پر بازدید هند توسط گردشگران خارجی در سال ۲۰۱۵ بود. در سرتاسر جهان دهلی با توجه به تعداد گردشگران خارجی در رده ۲۸ قرار دارد، در حالی که بمبئی در رتبه ۳۰، چنای ۴۳، آگرا ۴۵، جیپور ۵۲ و کلکته ۹۰ قرار دارد.
وزارت گردشگری سیاست‌های ملی را برای توسعه و ترویج گردشگری طراحی می‌کند. در این فرایند، وزارت با سایر ذینفعان این بخش از جمله وزارتخانه‌ها / آژانس‌های مختلف مرکزی، دولت‌های ایالتی، سرزمین‌های اتحادیه و نمایندگان بخش خصوصی مشورت و همکاری می‌کند. تلاش‌های متمرکز در جهت ترویج محصولات توریستی مانند پزشکی و اکو گردشگری انجام شده‌است. وزارت جهانگردی فعالیتهای باورنکردنی هند را که بر ترویج جهانگردی در هند متمرکز است، ادامه می‌دهد.

## سیاست ویزا هند
هند از شهروندان اکثر کشورها می‌خواهد تا قبل از بازدید خود یک گذرنامه معتبر را در اختیار داشته و درخواست ویزای مسافرتی در سفارتخانه یا کنسولگری محلی هند در کشور خود کنند. مسافران می‌توانند به‌طور مستقیم از طریق پست یا به صورت حضوری یا از طریق شرکت خدمات مسافرتی محلی خود درخواست ویزا کنند. هند اخیراً روشی آنلاین برای شهروندان ۱۶۸ کشور جهان برای درخواست ویزای توریستی الکترونیکی اعمال کرده‌است.

## سایت‌های میراث جهانی
۳۸ میراث جهانی در هند وجود دارد که از اوت سال ۲۰۱۹ توسط سازمان آموزشی، علمی و فرهنگی ملل متحد (یونسکو) به رسمیت شناخته شده‌است. اینها مکانهای با اهمیت میراث فرهنگی یا میراث طبیعی است که در کنوانسیون میراث جهانی یونسکو، که در سال ۱۹۷۲ تأسیس شد، توضیح داده شده‌است.